# Gare d'Aylesbury
Pour les articles homonymes, voir Aylesbury.
La gare d'Aylesbury est une gare ferroviaire desservant la ville d'Aylesbury au Royaume-Uni.

## Histoire
La première gare a été ouverte en 1863 par la société Wycombe Railway, qui a été rachetée en 1867 par le Great Western Railway. En 1868, la gare est reliée au Aylesbury & Buckingham Railway (plus tard le Metropolitan Railway).